# Parallelbindiger Kräuterspanner
Der Parallelbindige Kräuterspanner (Mesotype parallelolineata, Syn.: Perizoma parallelolineata), seltener auch als Braunstreifiger Wellenlinien-Blattspanner, Braungestreifter Blattspanner oder Parallelbindiger Kapselspanner bezeichnet, ist ein Schmetterling (Nachtfalter) aus der Familie der Spanner (Geometridae).

## Merkmale

### Falter
Die Flügelspannweite der Falter beträgt 24 bis 30 Millimeter. Die Grundfarbe der Vorderflügel ist weißlich bis cremefarbig, zuweilen leicht bräunlich überstäubt. Auf den Vorderflügeln treten zwei schmale dunkle Querbinden hervor, die relativ gerade verlaufen und saumwärts gelbbraun bis rotbraun angelegt sind. Das Saumfeld ist gelegentlich verdunkelt. Im Apex ist meist ein kurzer schwarzer Teilstrich erkennbar. Entlang des Außenrandbereiches befinden sich zuweilen einige keilförmige, schwärzliche Flecke. Am äußersten Saumrand verläuft eine dünne schwarze, unterbrochene Linie. Diskalflecke sind nur als sehr kleine Punkte vorhanden oder fehlen ganz. Die Hinterflügel sind weißlich und zeigen ein bis zwei undeutliche Querlinien.

### Ei
Das graubraune Ei hat eine längliche Form, eine glatte Oberfläche und ist an den Seiten stark eingedrückt.

### Raupe
Erwachsene Raupen sind graugrün gefärbt, haben eine feine, dunkle Rückenlinie und einen hellen Seitenstreifen. Der Kopf ist hellbraun.

### Puppe
Die Puppe hat eine gelbbraune Farbe, dunkle Punkte an den Segmenträndern und einen kurzen Kremaster, der am Ende zwei divergierende Borsten sowie an den Seiten je ein sehr kurzes, gekrümmtes Häkchen zeigt.

## Geographische Verbreitung und Vorkommen
Die Verbreitung des Parallelbindigen Kräuterspanners reicht von Mitteleuropa durch Russland bis zum Ural und dem Altaigebirge. Er fehlt in Großbritannien und ganz im Norden von Fennoskandinavien. In den Alpen ist er noch in einer Höhe von 1900 Metern zu finden. Hauptlebensräume der Art sind feuchte Waldwiesen, Mischwälder, Schonungen, Parkanlagen sowie mooriges Gelände.

## Lebensweise
Die Flugzeit der Falter umfasst die Monate Juli bis Oktober. Sie sind überwiegend nachtaktiv und saugen zuweilen an den Blüten folgender Pflanzen:
- Gewöhnliche Goldrute (Solidago virgaurea)
- Dost (Origanum vulgare)
- Taubenkropf-Leimkraut (Silene vulgaris).

Sie besuchen auch Köder und künstliche Lichtquellen. Die Raupen ernähren sich von verschiedenen niedrigen Pflanzen, beispielsweise von Labkräutern (Galium), Ampfer (Rumex), Wegerichen (Plantago) oder Löwenzahnarten (Taraxacum) und leben von Mai bis Juli. Sie verpuppen sich in einem Kokon in der Erde. Die Art überwintert als Ei.

## Gefährdung
Der Parallelbindige Kräuterspanner kommt in Deutschland regional in unterschiedlicher Anzahl vor und wird auf der Roten Liste gefährdeter Arten als stark gefährdet geführt.